# Солодилово (Тверська область)
Солодилово (рос. Солодилово) — присілок в Калінінському районі Тверської області Російської Федерації.
Населення становить 8 осіб. Входить до складу муніципального утворення Тургиновське сільське поселення.

## Історія
Від 2005 року входить до складу муніципального утворення Тургиновське сільське поселення.

## Населення
| 2008 | 2010 |
| ---- | ---- |
| 11   | ↘8   |